# Башкирский корпус
Башкирский корпус — военное формирование башкирских частей во время Гражданской войны в России.

## Формирование и история
В соответствии с приказом командующего Башкирским войском А. А. Валидова от 26 января 1919 года недалеко от села Ермолаево Оренбургского уезда из полков расформированной 9-й Башкирской стрелковой дивизии.
В состав Башкирского корпуса вошли:
- 1-я Башкирская стрелковая дивизия (1-й, 2-й и 4-й Башкирские стрелковые полки);
- 2-я Башкирская стрелковая дивизия (5-й, 6-й Башкирские стрелковые и 1-й, 2-й Башкирские кавалерийские полки).

Башкирский корпус держал оборону на линии фронта между городами Оренбург и Стерлитамак. Его противником являлась 1-я армия РККА.
В соответствии приказом Башкирского Правительства от 16 февраля 1919 года, начинается переход частей Башкирского корпуса на сторону РККА. Начались совместные военные действия башкирских частей и Красной Армии против белых. Но не все согласились с переходом, и на стороне Белого движения со своими отрядами остались Муса Муртазин, Мухаммед-Габдулхай Курбангалиев, Галимьян Таган и другие.
При переходе в 1-ю армию РККА, в составе корпуса находились:
- 1-й Башкирский стрелковый полк — 800 чел.,
- 2-й Башкирский стрелковый полк — 715 чел.,
- 4-й Башкирский стрелковый полк — 650 чел.,
- 5-й Башкирский стрелковый полк — 720 чел.,
- 6-й Башкирский стрелковый полк — 650 чел.,
- 1-й Башкирский кавалерийский полк — 540 чел.,
- 2-й Башкирский кавалерийский полк — 1100 чел.,
- Башкирский запасный полк — 570 чел.,
- Особый Усерганский кавалерийский батальон — 210 чел.,
- Караван-Сарайская команда — 285 чел.,
- Комендантские, караульные, конвойные, этапные, обозные, связные, сапёрные команды и особую комендантскую роту при Башкирском правительстве — всего 6 556 человек.

В начале марта 1919 года Башкирский корпус был расформирован командованием 1-й армии РККА.

## Командующие корпусом
- А. А. Валидов (с января 1919 года);
- и.о. И. С. Алкин (с середины февраля 1919 года).